# Technisches Landesmuseum

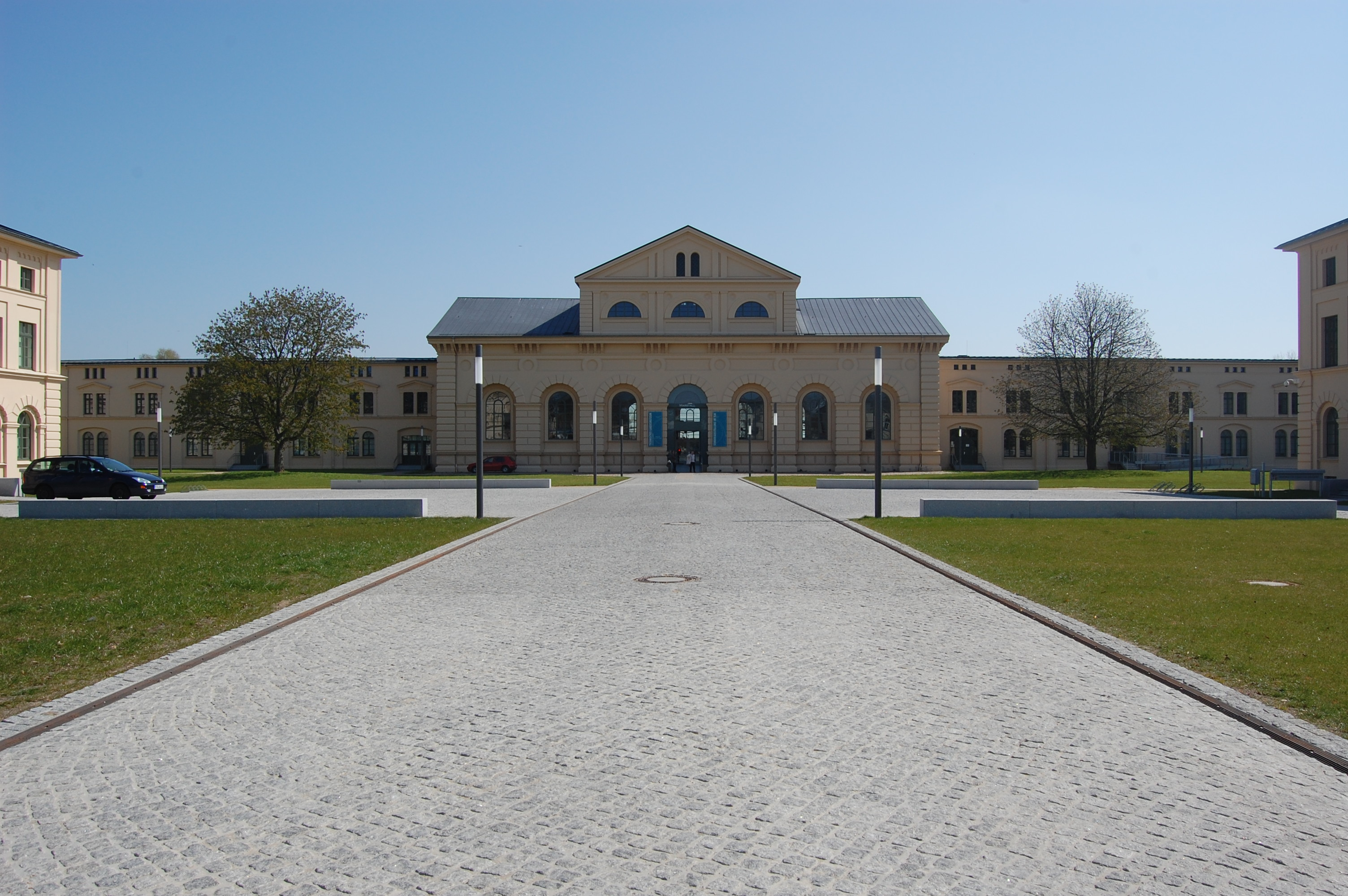
Wozownia w Schwerinie

Muzeum Techniczne Meklemburgii-Pomorza Przedniego – zostało utworzone w 1961 roku w Schwerinie jako Muzeum Politechniczne i ulokowane zostało na schwerińskim zamku.

## Historia
Po politycznym przełomie roku 1990 muzeum zostało zmuszone do opuszczenia swojego dotychczasowego lokum i w 1996 roku stanęło przed widmem jego zamknięcia. Powodem zaistniałej sytuacji była nagła rezygnacja władz landu Meklemburgia-Pomorze Przednie z zarządzania i finansowania placówką bez uprzedniego przygotowania planu jej usamodzielnienia się. W wyniku społecznej inicjatywy oraz porozumienia zawartego pomiędzy niektórymi firmami oraz lokalnymi samorządami utworzono tzw. Towarzystwo Krajowego Muzeum Techniczego Meklemburgia-Pomorza Przedniego (niem. Technisches Landesmuseum Mecklenburg-Vorpommern e. V.), które dzięki pozyskanym od Ministerstwa Kultury środkom finansowym oraz z własnego funduszu założycielskiego uratowano instytucję przed koniecznością zakończenia swoje działalności. Od tego momentu wspomniane towarzystwo otrzymywało szerokie poparcie polityczne i dzięki temu stało się możliwe, iż w 1997 roku zbiory muzealne udostępniono ponownie zwiedzającym w pomieszczeniach dawnej wozowni wielkich książąt meklemburskich w Schwerinie (niem. Schweriner Marstall). W 2003 roku otwarto mały oddział zamiejscowy muzeum w Wismarze. Tym samym zapoczątkowano powolny proces przenoszenia zbiorów, ale i samej placówki do tego miasta, gdzie w zupełnie nowej formie (od 2011 roku) działa jako PhanTECHNIKUM. Według pomysłodawców muzeum miało nadal posiadać charakter naukowo-wystawienniczy, ale i zyskać cechy interaktywności. Ostatecznie na początku 2011 roku Muzeum Techniczne w Schwerinie zostało zamknięte.

## Wozownia w Schwerinie

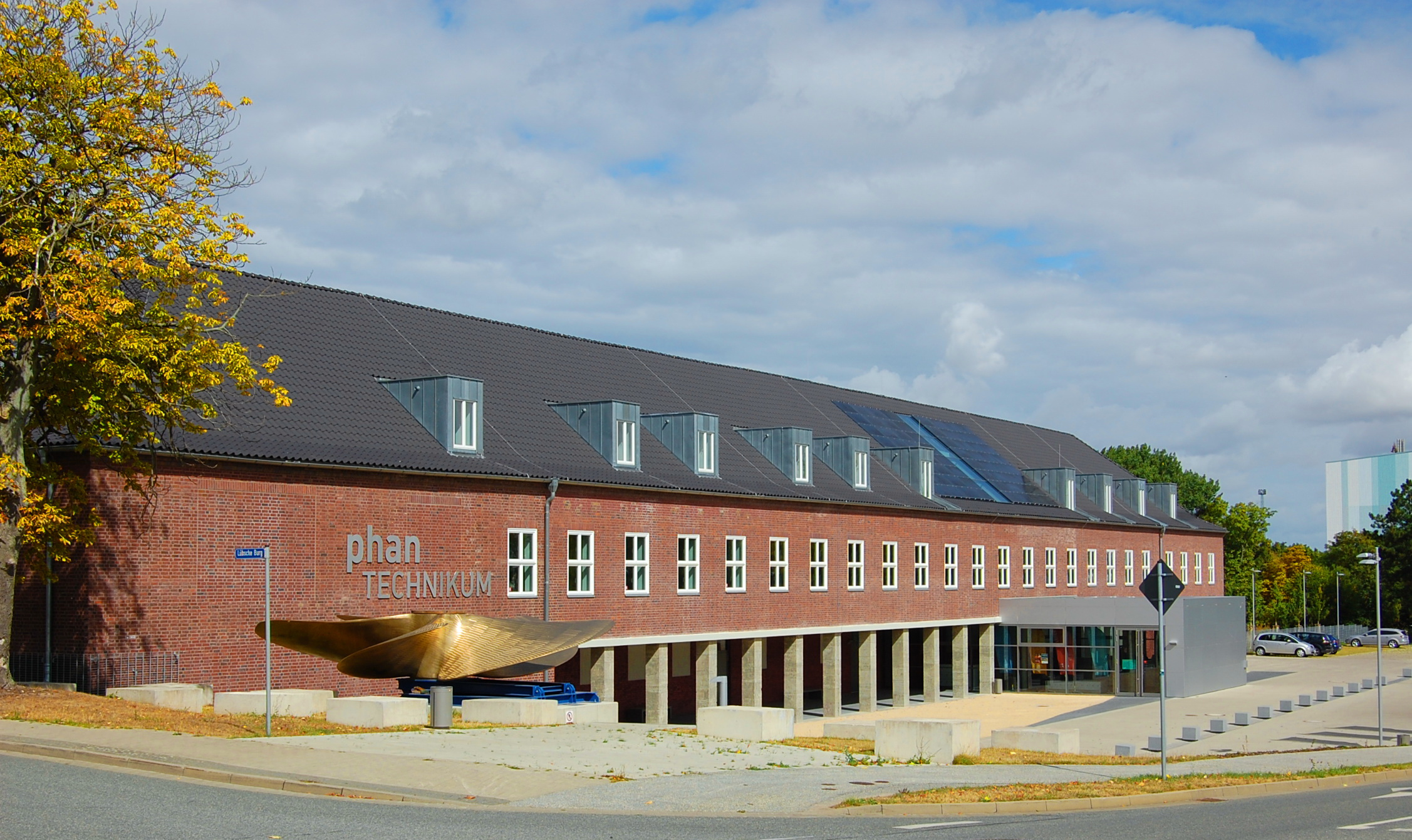
Widok budynku muzeum

Na wystawie ulokowanej w schwerińskiej wozowni prezentowany był rozwój komunikacji. Land Meklemburgia-Pomorze Przednie, obok wielowiekowej tradycji budowy statków, posiada szczyci się długą historią związaną z przemysłem samochodowym i kolejowym. W pierwszej połowie XX wieku lokalną gospodarkę zdominowała natomiast produkcja na potrzeby lotnictwa. Na terenie landu działały firmy: Fokker, Arado, Heinkel, Dornier oraz Bachmann.
W halach produkcyjnych Fokkera (ulokowanych w Schwerinie-Görries) wyprodukowano pierwszy myśliwiec służący w lotnictwie Cesarstwa Niemieckiego. Firmy Heinkel, Arado, Bachmann i Dornier budowały (od 1920 roku) maszyny lotnicze na potrzeby cywilne oraz wojskowe. W okresie drugiej wojny światowej miejscowe zakłady lotnicze produkował głównie samoloty dla niemieckiej Luftwaffe.
W bogatym i dobrze zachowanym zbiorze eksponatów prezentowanym na wystawie PhanTECHNIKUM są również liczne maszyny produkujące energię. Modele, rekonstrukcje, ale i oryginały zwiedzający może zobaczyć “w działaniu”. Goście muzeum mogą prześledzić rozwój techniki na wielu przykładach, m.in. silnika – od prostej maszyny parowej z przełomu XIX/XX wieku po sześciocylindrowy Diesla statku szkoleniowego Gorch Fock z 1953 roku.
Wystawę uzupełniają eksponaty prezentujące maszyny związane z komunikacją oraz gospodarstwem domowym.

## PhanTECHNIKUM

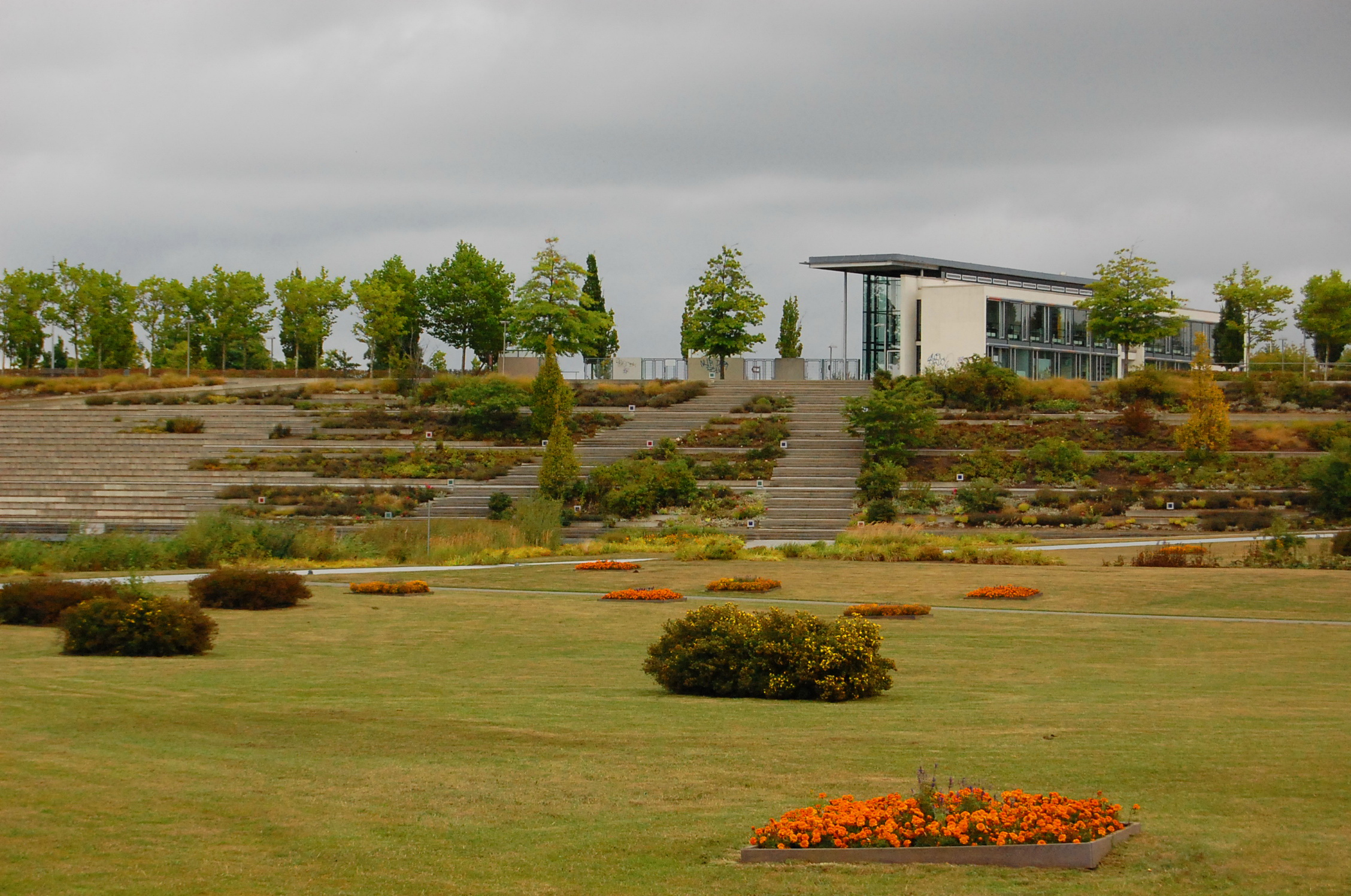
Budynek administracyjny muzeum

W 2011 roku Muzeum Techniczne przekształciło się w PhanTECHNIKUM i weszło tym samym w nowy etap swojej działalności. Całość zbiorów placówki została przeniesiona do Wismaru, gdzie do dziś prezentowane są wedle nowej koncepcji. Dodatkowo dokonano uzupełnienia zasobów oraz zmiany sposobu ich prezentowania. Na obszarze dawnych koszar wojskowych powstało w ramach tradycyjnej placówki muzealnej nowoczesne oraz interaktywne centrum doświadczalne, które pretenduje do bycia ważną atrakcją turystyczną regionu.
Obecna wystawa podzielona jest na cztery części odpowiadające platońskiemu podziałowi żywiołów na wodę, ogień, ziemię i powietrze.
Wystawa ulokowana w tzw. „szklanym domu” (niem. Glashaus) w Ogrodzie Ludowym (niem. Bürgerpark) w Wismarze prezentuje, m.in. kolekcję tzw. oldtimerów, które po 1945 roku zostały wyprodukowane w Eisenach. Są wśród nich EMW 40 oraz IFA F9. W miejscu tym jest także przedstawiona historia budownictwa samolotów, wagonów i statków.

## Projekty i wydarzenia
Coroczny Wyścig Starych Rowerów (niem. Oll Fahrrad-Rennen) pt. „Kto ma najstarszy rower w okolicy?” zapoczątkowany w 2001 roku według pomysłu dziennikarzy Schweriner Volkszeitung. Podczas jego trwania zawodnicy testują możliwości swoich jednośladów w wielu dyscyplinach oraz kategoriach, m.in. jazda slalomem, najbardziej dostojna jazda czy jazda na szybkość. W wyścigu biorą udział bicykle, rowery miniaturowe, drezyny oraz „rowerowe kurioza”.
Wyścig Muzealny Oldtimerów (niem. Museums-Rallye für Oldtimer) zapoczątkowany został w 2001 roku. Biorą w nim udział zabytkowe samochody i motocykle wyprodukowane przede wszystkim na terenie dawnego DDR. Uczestnicy wyścigu spotykają się przed schwerińską wozownią, zwiedzają następnie wystawę oraz biorą udział w paradzie połączonej z przedstawieniem pojazdów i ich właścicieli. Spośród prezentowanych aut publiczność wybiera swojego faworyta.
Północnoniemiecki Wyścig Pojazdów Napędzanych Energią Słoneczną (niem. Norddeutsches Solarmobil-Rennen) organizowany jest przez PhanTECHNIKUM oraz Towarzystwo Inicjatywy Solarnej Meklemburgia-Pomorza Przedniego (niem. Solarinitiative M-V e.V.), który po raz pierwszy odbył się w 2001 roku. Biorą w nim udział pojazdy napędzane jedynie energią słoneczną oraz skonstruowane przez dzieci oraz młodzież meklemburskich szkół. Około czterech/pięciu miesięcy do dnia wyścigu PhanTECHNIKUM rozdziela pomiędzy zgłoszonymi uczestnikami części, z których pojazdy powinny powstać. Elementy te mogą być przez uczniów modyfikowane, lecz muszą one stanowić część składową maszyny, która wystartuje w wyścigu. Konkurs wygrywa najszybszy pojazd.
Od 2005 roku PhanTECHNIKUM organizuje tzw. Wyścig Skrzyń Mydlanych (niem. Seifenkistenrennen), który odbywa się w Parku Ludowym w Wismarze. Jego organizatorami są muzeum oraz sieć domów handlowych Karstadt, która swoją działalność rozpoczęła właśnie w Wismarze. Jego uczestnikami są uczniowie miejscowych szkół.
Jako uzupełnienie do zajęć w miejscowych szkołach, np. fizyki, PhanTECHNIKUM oferuje nauczycielom i uczniom tzw. „zajęcia projektowe” w takich dziedzinach jak: energetyk, komputer oraz lotnictwo (technologia, historia). Obok treści teoretycznych uczniom przekazywane są w sposób „naoczny” zagadnienia związane z tymi dziedzinami techniki.